# Istanbulské muzeum moderního umění
Istanbulské muzeum moderního umění (turecky: İstanbul Modern Sanat Müzesi), vystupující též pod zkráceným názvem İstanbul Modern, je galerie umění v tureckém Istanbulu, ve čtvrti Beyoğlu. Založeno bylo roku 2004, jakožto vůbec první výstavní instituce zaměřená na moderní umění v Turecku. Muzeum je soukromé, zřizovatelem je Istanbulská nadace pro kulturu a umění (İstanbul Kültür Sanat Vakfı). Zaměřuje se na díla tureckých umělců druhé poloviny 20. století a 21. století (Fahrelnissa Zeidová, Bedri Rahmi Eyüboğlu, Semiha Berksoyová ad.). V květnu 2023 získalo novou budovu, kterou navrhl nositel Pritzkerovy ceny Renzo Piano. Nabízí 10 500 m2 výstavních prostor.